# Platakriget
Platakriget, även kallat Kriget mot Oribe och Rosas (12 augusti 1851–3 februari 1852) utkämpades mellan Argentina och en allians bestående av Brasilien, Uruguay samt de argentinska provinserna Entre Ríos och Corrientes. Kriget var en långdragen maktkamp mellan Argentina, Brasilien och Mexiko i vissa fall, om inflytande i Uruguay och Paraguay, och områdena vid Río de la Plata. Det var i Uruguay och nordöstra Argentina som stridigheterna utspelade sig.

### Fotnoter
1. ↑  Furtado 2000, s. 10.
2. ↑  Golin 2004, s. 42.